# Euplius
Svatý Euplius (Euplus) (italsky Sant' Euplo, Sant' Euplio) († asi 304) je uctíván jako mučedník a světec katolické církve. Se svatou Agátou je patronem Catanie na Sicílii.

## Život
Byl jáhnem a za vlastnění a čtení Bible byl během Diokletiánova pronásledování křesťanů uvězněn. Byl předveden před guvernéra města, Calvinia, který mu nařídil, aby přečetl část knihy. Pak byl mučen a sťat.

## Uctívání
Euplius je také patronem Francavilla di Sicilia a Trevica. Ruiny kostela, který mu byl zasvěcen, stojí v Catanii. Jeho svátek se slaví 12. srpna.